# Wiktoriańscy Socjaliści
Wiktoriańscy Socjaliści (ang. Victorian Socialists, VS) – australijska partia polityczna o profilu socjalistyczno-demokratycznym. Założona 8 lutego 2018, jest sojuszem wyborczym różnych partii socjalistycznych, organizacji, grup społecznych i związków zawodowych.
VS ma na celu „udzielić politykom płacy robotniczej, aby żyli jak reszta z nas” oraz „wprowadzenie socjalistów do parlamentu, którzy będą walczyć o to, by robotnicy byli bogatsi, a miliarderzy biedniejsi”.

## Charakterystyka
Od listopada 2020 roku partia jest reprezentowana we władzach lokalnych w Radzie Miejskiej City of Maribyrnong przez członka Alternatywy Socjalistycznej Jorge Jorquera.
Członkowie partii biorą udział w kampaniach aktywistycznych na rzecz wielu problemów społecznych. W lipcu 2022 asystentka sekretarza VS i kandydatka w wyborach stanowych w 2022 Liz Walsh była organizatorką dużych demonstracji w Melbourne. Dotyczyły one sprzeciwu wobec wyroku Sądu Najwyższego Stanów Zjednoczonych w sprawie Dobbs v. Jackson Women’s Health Organization, a także wzywały do poszerzenia dostępu do aborcji i zwiększenia finansowania ochrony zdrowia w Australia.

## Program
VS twierdzi, że stan Wiktorii został podzielony na obszary zamożne, bogate w zasoby i mniej zamożne, pozbawione zasobów. W związku z tym partia popiera platformę, która obejmuje odwrócenie historycznej prywatyzacji przemysłu, wraz z silnym poparciem dla związków zawodowych. Proponuje utworzenie publicznej sieci elektroenergetycznej wraz ze zwiększonym finansowaniem transportu, systemu ochrony zdrowia i edukacji publicznej, przy jednoczesnym odebraniu finansowania rządowego szkołom prywatnym, które mają więcej środków niż jest to konieczne do spełnienia standardów edukacji w Australii (tzw. Schooling Resource Standard). Aby opłacić tę politykę, VS popiera wprowadzenie podatku majątkowego, podatku od luksusowych nieruchomości (określanych jako 25 000 najdroższych rezydencji w Wiktorii), zniesienie możliwości otrzymywania przez firmy i organizacje zwolnień z podatku gruntowego oraz ustanowienie lub podwyższenie wielu innych podatków nakładanych na duże korporacje.
Partia potępia taktykę polityczną „dziel i rządź” i jako taka podkreśla poparcie dla praw osób transpłciowych, praw Aborygenów do ziemi i traktatu z Aborygenami z Australii, a także wsparcie dla osób ubiegających się o azyl. VS popiera również wprowadzenie gospodarki neutralnej pod względem emisji dwutlenku węgla do 2035. Ponadto partia dąży do ograniczenia wynagrodzenia deputowanych do parlamentu na poziomie 87 000 dolarów rocznie, co odpowiada wynagrodzeniu pielęgniarki z sześcioletnim stażem.